# Petrus van Oosthuyse

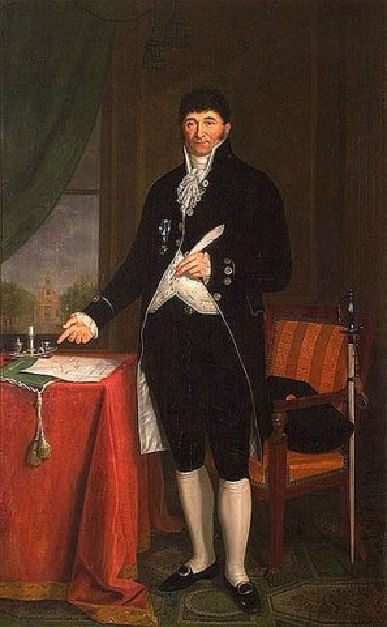
Petrus Judocus van Oosthuyse (± 1810)

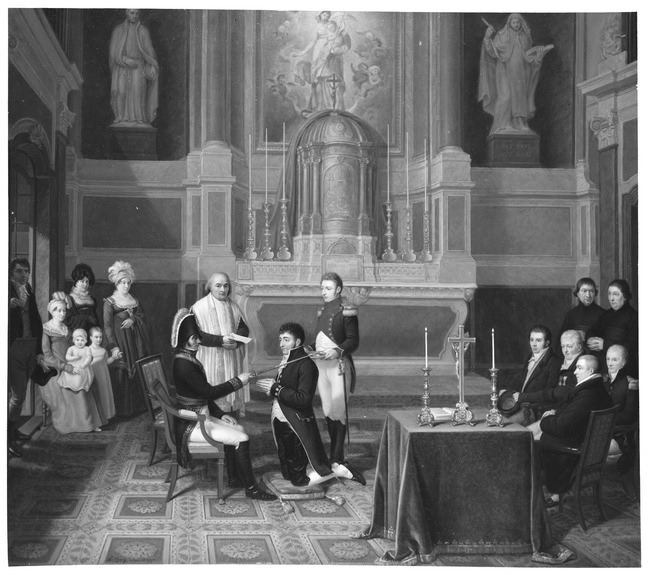
P.J. van Oosthuyse ontvangt de Spaanse ridderorde (J.J. de Loose, 1816)

Petrus Judocus van Oosthuyse (Meulebeke, 21 mei 1763 – Den Haag, 17 december 1818) was een Nederlandse zakenman en grootgrondbezitter.
Petrus Judocus van Oosthuyse was de zoon van een voorname latinist, zijn moeder Josepha van der Mandere stamde uit de familie van kunstschilder Carel van Mander.

## Zakenman
Op twintigjarige leeftijd vertrok Petrus naar Den Haag om daar in het bedrijf van zijn neef Judocus Martinus van Oosthuyse te gaan werken. In 1788 legde Petrus zijn meesterproef als knopenmaker af. In datzelfde jaar trouwde hij met Hendrica Smits, de weduwe van zijn neef. Daardoor werd Petrus eigenaar van diens zaak die inmiddels was uitgegroeid tot een fabriek waar zilver- en gouddraad werd geproduceerd. Dat werd onder meer voor uniformen gebruikt. Na de dood van Henrica hertrouwde Petrus in 1792 met koopmansdochter Margaretha de Jongh uit Maassluis, die uit een familie van reders en touwslagers kwam. Het echtpaar woonde hoofdzakelijk in hun woning ‘De Spaanse hof’ in Den Haag, naderhand brachten ze de zomermaanden door in Rijsenburg. Ze kregen kreeg drie kinderen. Twee zoons overleden op vrij jonge leeftijd. Hun dochter Henrica (Henriëtte) van Oosthuyse trouwde in 1814 met J.J. van Rijckevorsel. 
In de Franse tijd verwierf Van Oosthuyse de opdracht om het Franse leger van kostuums te voorzien. De knopenmakerij werd vervolgens tijd een 'luysterijke goud- en silverfabrik' voor uniformen die voorzien waren van zilveren knopen en versierselen waar tientallen mannen en vrouwen militaire kleding in elkaar zetten. Beide echtelieden sloten meerdere compagnieschappen, naast fabricage van militaire en andere kleding tot levering van levensmiddelen en brandstof aan de Franse en Bataafse legers. Voor een deel deed hij dit samen met zijn zwager Adrianus de Jongh, de broer van Margaretha. Via zijn vroegere vrienden uit Vlaanderen konden de Fransen wapens kopen bij een fabriek in Luik.

## Onroerend goed

### Staelduin
Reeds in 1797 begon Van Oosthuyse met de aankoop van landerijen en huizen te kopen in de streek  waar zijn echtgenotes vandaan kwamen: 's-Gravenzande, Loosduinen en Naaldwijk. De kern van de bezittingen bestond uit een deel van de oude duingrond langs de Maas: het Staelduin. 
Na het vertrek van de Spaanse ambassadeur in 1811 kocht Van Oosthuyse de Spaanse ambassade in Den Haag.

### Rijsenburg en Sparrendaal
Toen de Franse opperbevelhebber op Driebergs grondgebied een groot legerkamp 'Austerlitz' vestigde, kocht Van Oosthuyse als hoofdleverancier van de Bataafse en Franse legers in Nederland honderden hectares grond in de omgeving van Austerlitz. Zo kocht hij in 1806 de ambachtsheerlijkheid Rijsenburg met uitgestrekte landerijen. Van Oosthuyse was devoot katholiek. Als voorstander van de rooms-katholieke godsdienst trok hij dan ook bij uitsluiting rooms-katholieke werknemers aan. Van Oosthuyse liet in Rijsenburg middenin het protestantse gebied tevens een rooms-katholieke kerk bouwen, de Sint-Petrus'-Bandenkerk. In 1810 werd, na toestemming van koning Lodewijk Napoleon, de kerk met het er achter gelegen kerkhof in gebruik genomen. Bij de kerk werden aan het Kerkplein twaalf woonhuizen gebouwd, met daar tegenover een dorpsherberg. In zijn wapen voerde hij de spreuk Mensch soeckt veel doch één is noodich, een lijfspreuk die afkomstig is van de Vlaamse kunstschilder Karel van Mander waar Van Oosthuyse via zijn moeder Josepha van der Mandere van afstamde. Het wapen en de spreuk zijn aangebracht op het plafond van zijn kerk in Rijsenburg.
In de omgeving van Driebergen kocht hij in 1805 het landgoed Sparrendaal met bijbehorende grote stukken bos en woeste grond. Hij deed veel aan ontwikkeling van dit gebied door het in cultuur brengen van de woeste heidegrond. Het bos exploiteerde hij door het hout als brandhout en bouwmateriaal te leveren aan het nabijgelegen legerkamp Zeist, waar een deel van de Frans-Bataafse troepen gelegerd was. Rond 1810 stichtte hij het dorp Rijsenburg door een dorpskern Rijsenburg te laten bouwen, twee kilometer verwijderd van het toen al niet meer bestaande kasteel Rijsenburg. Het doel was om er een industrie vestigen met ambachtslieden die zouden produceren voor het Frans Bataafse leger in Zeist. Door het vertrek van de Fransen in 1813 kwam van de plannen echter weinig terecht. 

## Maatschappelijk aanzien
Behalve zijn zakelijke succes wilde Van Oosthuyse ook graag maatschappelijk aanzien verwerven. Als katholiek waren bestuurlijke functies voor hem 1798 moeilijk bereikbaar. Hij maakte wel deel uit van de Haagse schutterij en werd door de Prins van Oranje benoemd tot ridder in de Orde van het Gulden Vlies. Hij onderhield goede betrekkingen met de Fransen. Zo was de Franse commandant, generaal Marmont enige tijd ingekwartierd op Sparrendaal. Ook koning Lodewijk Napoleon was er te gast. Van Oosthuyse was ook dijkgraaf van ’t Nieuwland. Tijdens de inlijving in het Franse keizerrijk was hij burgemeester van Rijsenburg en lid van de 'Conseil Général du Département des Bouches de la Meuse'. In 1816 werd Van Oosthuyse benoemd tot ridder in de Koninklijke Spaanse Orde van Carel III. Door de aankoop van Rijsenburg verwierf hij de titel Heer van Rijsenburg, hoewel de heerlijke rechten toen inmiddels waren afgeschaft.

## Kunstverzamelaar
Behalve in onroerend goed stak Van Oosthuyse zijn geld ook in kunst en in de kunsthandel. Zijn collectie bestond op het hoogtepunt uit honderden schilderijen met werken van toonaangevende schilders als Ferdinand Bol, Rembrandt, Jacob van Ruisdael en Jan Steen. mogelijk werd hij in de kunsthandel gestimuleerd door zijn banden met koning Lodewijk Napoleon die ook veel kunst verzamelde.

## Nalatenschap
In 1818 overleed Van Oosthuyse op 55-jarige leeftijd. Hij werd begraven in de kapel bij de ingang van zijn kerk in Rijsenburg. Van Oosthuyse behoorde aan het einde van zijn leven tot de honderd rijkste bewoners van Den Haag. 
Na zijn overlijden zette Margaretha de Jongh als weduwe de zaken voort vanuit hun huis Sparrendaal, voor een deel samen met haar schoonzoon. Als eerbetoon aan haar overleden man hernoemde ze de buitenplaats Beukendal naar hem. Na haar dood in 1846 gingen de bezittingen over op Jacobus Josephus van Rijckevorsel, weduwnaar van haar dochter Henriëtte. In 1925 werd de Van Oosthuyselaan in Driebergen naar hem genoemd. In de gemeente 's-Gravenzande, dicht bij Den Haag, is de Van Oosthuijzelaan naar hem genoemd.